# Гунар Мирдал
Карл Гунар Мирдал (швед. Karl Gunnar Myrdal: 6. децембар 1898 - 17. мај 1987) је био шведски нобеловац, економиста, социолог и политичар. 1974. је добио Нобелову награду за економске науке заједно са Фридрихом Хајеком за "Пионирски рад у теорији новца и економских флуктуација и за анализу међузависности економских, друштвених и институционалних феномена". Веома је познат у Сједињеним Америчким Државама због његовог проучавања расних односа, који су кулминирали у његовој књизи „An American Dilemma: The Negro Problem and Modern Democracy.

## Детињство
Рођен је 6. децембра 1898 у Густафсу, у Шведској, од Карла Адолфа Петерсона (1876–1934), који је био железнички радник и од његове супруге Ане Софије Карлсон (1878–1965).

## Образовање и рана каријера
Постоји прича о разговору између Гунара и Густава Касела када је Густав наводно рекао: "Гунар, требало би да имаш више поштовања према својим старешинама, јер смо ми ти који ће одредити твоју промоцију ", на шта је Гунар одговорио: "Да, али ми смо они који ће писати твоју читуљу. "

Гунар Мирдал постао је дипломирани правник са Стокхолмског Универзитета 1923. и докторирао на Економском факултету 1927. године. 
У својој докторској дисертацији, објављеној 1927. године, он је испитао улогу очекивања у формирању цена. Његова анализа оставила је снажан утицај на Стокхолмску школу.
Између 1925. и 1929. године студирао је у Великој Британији и Немачкој. Посетио је Сједињене Америчке Државе 1929-1930. Током овог периода је објавио своје прве књиге, укључујући и „The Political Element in the Development of Economic Theory. Када се вратио у Европу годину дана радио је као ванредни професор на „Институту за међународне студије у Женеви.

Гунар Мирдал је у почетку био фасциниран апстрактним математичким моделима који су дошли у моду 1920. и помогао Економетријском друштву у Лондону. Касније је оптужио покрет за игнорисање проблема расподеле богатства.

## Каријера
Гунар Мирдал је постао професор у Стокхолмској економској школи 1933. и у њој остаје све до 1947. У њој је постао добар пријатељ са Бертилом Охлином, професором економије на истом факултету 1929-1965. Њих двојица су постали водећи носиоци у већ поменутој школи.
Он је постао социјал-демократски члан парламента из 1933. и од 1945. до 1947. године обављао је дужност министра трговине у Таге Ерландеровој влади. Током овог периода био је жестоко критикован због финансијског споразума са Совјетским Савезом (СССР). У исто време је био оптужен да је одговоран за шведску монетарну кризу 1947.
Радио је заједно са својом женом Евом на  Crisis in the Population Question. То дело, као и њихов рад инспирисали су политику усвојену од стране министара за социјална питања Густава Молера у циљу да се обезбеди социјална подршка породицама.
Гунар Мирдал је постао извршни секретар Економске комисије Уједињених нација за Европу 1947. Током свог мандата, он је основао један од водећих центара економског истраживања и политичког развоја. Након десет година те позицији, др Мирдал поднео је оставку на месту извршног секретара 1957. године. У 1956. и 1957., био је у стању да објави An International Economy, Problems and Prospects, Rich Lands and Poor  и Economic Theory and Underdeveloped Regions. Мирдал је 1950. потписао УНЕСКО изјаву Рацног питања, која побија теорије расне супремације и чистоће.
Између 1960. и 1967. године, био је професор међународне економије на Стокхолмском Универзитету .1961. основао је Институт за међународне економске студије. Током 1960-их, он је радио на студији трендова и политике у Јужној Азији . Студија је кулминирала у „ Asian Drama: An Inquiry into the Poverty of Nations (1968). 1970. је објавио је књигу „Тhе Challenge of World Poverty где је изложио своја веровања за решења проблема .

## Приватни живот
Био је ожењен политичарком и дипломатом Алвом Мирдал 1924. године. Заједно су имали две ћерке Кају Фолстер и Сиселу Бок, као и сина, Мара Мирдала.

Пре смрти био је два месеца хоспитализован у болници у Дандериду, у близини Стокхолма.

## Доприноси филозофији знања
Научни утицај Гунара Мирдала није био ограничен само на економију. Кроз увод у азијску драму са насловом „Зраци у нашим очима“ (библијска референца; уп. Матеј 7:1–2) увео је приступ који се спомиње као научни релативизам вредности. Овај бихејвиорални приступ је уско повезан са бихејвиорализмом и изграђен је на идеји да логички јаз између „јесте“ и да би „требало“ да буде софистициранији од пуке поделе премиса на категорије. Чланци уређени у „Вредности у друштвеној теорији“ наглашавају Мирдалов значај за политичке науке. Како се политичке науке обично сматрају више описним од економије, могао би се стећи утисак да није било неопходно да се Мирдал систематски бави вредностима примењеним на економију. Напротив, Мирдал је повезао друштвене науке, политичке науке и економију као практичар.
Мирдал је објавио многе запажене радове, пре и после Америчке дилеме, и, међу многим другим доприносима друштвеној и јавној политици, основао је и председавао Стокхолмским међународним институтом за истраживање мира. Међународно поштован као отац социјалне политике, допринео је социјалдемократском размишљању широм света, у сарадњи са пријатељима и колегама у политичкој и академској арени. Шведска и Британија биле су међу пионирима државе благостања и књиге Мирдала (Beyond the Welfare State – New Haven, 1958) и Ричарда Титмуса (Essays on “The Welfare State” – London, 1958) неизненађујуће истражују сличне теме. Мирдалов теоријски кључни концепт „кружна кумулативна узрочност“ допринео је развоју модерне неравнотежне економије.

### Свет благостања
Мирдал је сугерисао да се мора еволуирати од државе благостања до света благостања, што би омогућило прерасподелу прихода и богатства не само унутар земље, већ и на глобалном нивоу. Током хладноратовске ере, у Изван државе благостања, он је предложио идеју света благостања како би се превазишла ограничења државе благостања на Западу. Мирдалове препоруке нису прихватиле међународне технократе нити земље у развоју. Међутим, он је такође сматрао да је тежи задатак успоставити свет благостања него државу благостања.
Он је указао на следећа ограничења стања благостања:
- Национализам већ постојећих западних држава благостања спречава развој у неразвијеним земљама.
- Друге тешкоће развоја у земљама у развоју.
- Постојање комунистичких земаља које делују као провокатор за револуционарније трансформације.

## Награде и почасти

### Награде
- Западнонемачка награда за мир (1970; заједно са супругом Алвом Мирдал)[6]
- Нобелова меморијална награда за економске науке (1974)[7]
- Награда Бронислав Малиновски[7]

## Публикације
- The Political Element in the Development of Economic Theory. (1930)
- The Cost of Living in Sweden, 1830–1930 (1933)
- Crisis in the Population Question (1934)
- Fiscal Policy in the Business Cycle. The American Economic Review. 21 (1). март 1939. Недостаје или је празан параметар |title= (помоћ).
- Population, a Problem for Democracy. Harvard University Press. 1940.. .
- Contact With America (1941)[8]
- An American Dilemma: The Negro Problem and Modern Democracy. Harper & Bros, 1944.
- Social Trends in America and Strategic Approaches to the Negro Problem. Phylon. 9 (3). Недостаје или је празан параметар |title= (помоћ), 3rd Quarter, 1948.
- Conference of the British Sociological Association, 1953. II Opening Address: The Relation between Social Theory and Social Policy. The British Journal of Sociology. 4 (3). Sept 1953. Проверите вредност парамет(а)ра за датум: |date= (помоћ); Недостаје или је празан параметар |title= (помоћ)
- An International Economy, Problems and Prospects. Harper & Brothers Publishers, 1956.
- Rich Lands and Poor. 1957.
- Economic Theory and Underdeveloped Regions, Gerald Duckworth, 1957.
- Value in Social Theory: A Selection of Essays on Methodology. Ed. Paul Streeten, published by Harper, 1958.
- Myrdal (1960). Beyond the Welfare State. Yale University Press.
- Challenge to Affluence. Random House, 1963.
- America and Vietnam – Transition, No. 3, Oct, 1967.
- Twenty Years of the United Nations Economic Commission for Europe. International Organization. 22 (3). Недостаје или је празан параметар |title= (помоћ), Summer, 1968.
- Asian Drama: An Inquiry into the Poverty of Nations, 1968.
- Objectivity in Social Research, 1969.
- The Challenge of World Poverty: A World Anti-Poverty Program in Outline. 1970.
- Against the Stream.
- Hur Styrs Landet?, 1982.
- Gunnar Myrdal on Population Policy in the Underdeveloped World –. Population and Development Review. 13 (3). Sept 1987. Проверите вредност парамет(а)ра за датум: |date= (помоћ); Недостаје или је празан параметар |title= (помоћ),.
- The Equality Issue in World Development –. The American Economic Review. 79 (6). децембар 1989. Недостаје или је празан параметар |title= (помоћ).